# Jordan Prentice
Jordan Prentice (* 30. Januar 1973 in London, Ontario) ist ein kanadischer Schauspieler. Prentice ist kleinwüchsig und hat eine Körpergröße von 124 cm.

## Leben
Jordan Prentice war Mitglied der Jungdarsteller eines Schauspielkurses an der University of Western Ontario. In seiner Geburtsstadt ging er auf die Grundschule École Alexandra und belegte im Anschluss das Module scolaire de langue française an der London Central Secondary School. Danach besuchte er die Dalhousie University in Halifax.
Im Jahre 1986 stand Prentice mit 13 Jahren das erste Mal vor der Kamera, als er in dem Film Howard – Ein tierischer Held neben anderen Darstellern die namensgebende Ente verkörperte. Nach einer längeren Pause spielte er in den Musikvideos The Bad Touch der Bloodhound Gang (1999) und Shalala Lala der Vengaboys (2000) mit. Bekannt wurde er vor allem durch die Darstellung des Rock in den American-Pie-Filmen 2006 und 2007 sowie 2008 mit der Darstellung des Jimmy in Brügge sehen… und sterben?. Im Jahr 2011 spielte er im Musikvideo zu Ruffneck (Full Flex) von Skrillex einen Gehilfen des Weihnachtsmannes.  
Prentice lebt derzeit in Montreal.

## Filmografie (Auswahl)
Spielfilme 
- 1986: Howard – Ein tierischer Held (Howard the Duck)
- 2001: Wolfgirl
- 2003: Love, Sex and Eating the Bones
- 2004: Harold & Kumar (Harold & Kumar Go to White Castle)
- 2005: The Life and Hard Times of Guy Terrifico
- 2006: American Pie präsentiert: Nackte Tatsachen (American Pie Presents: The Naked Mile)
- 2007: American Pie präsentiert: Die College-Clique (American Pie Presents: Beta House)
- 2007: Weirdsville
- 2008: Brügge sehen… und sterben? (In Bruges)
- 2010: Eine Vorweihnachtsgeschichte (The Night Before the Night Before Christmas)
- 2011: Silent But Deadly
- 2011: An Insignificant Harvey
- 2012: Spieglein Spieglein – Die wirklich wahre Geschichte von Schneewittchen (Mirror Mirror)
- 2013: 20 Minutes – The Power of Few (The Power of Few)
- 2013: Empire of Dirt
- 2014: Um jeden Preis (I Am Here)
- 2016: Auf Augenhöhe

 Fernsehserien 
- 1996–1997: Gänsehaut – Die Stunde der Geister (Goosebumps, 3 Episoden)
- 2000: The War Next Door (Episode 1x07)
- 2010: Aaron Stone (3 Episoden)
- 2010: Lost Girl (Episode 1x10)
- 2013: Sam & Cat (Episode 1x12)

## Musikclips
- Bloodhound Gang – The Bad Touch, siehe youtube